# 哀楽中年
『哀楽中年』（あいらくちゅうねん、中国語: 哀樂中年、ピン音：Aī lè zhōngnián）は、桑弧が監督し、1949年に制作された中国映画。脚本は張愛玲が書き、文華影片公司が制作した。本作は、中国映画史上を通してのランキング投票にしばしば取り上げられており、2013年の香港電影金像奨における投票では71位、2014年の『タイムアウト』誌・北京版の投票では55位に入った。

## あらすじ
小学校の校長だった陳紹常は、妻に先立たれながら3人の子どもたちを育て上げ、50歳となったのを機に引退することになる。とはいえ老人らしい暮らしに落ち着くことはできず、息子の反対を受けながら、辞めた小学校の手伝いをこっそりと始める。そのうちに後任の校長となった若い女性教師、劉敏華と意気投合し、二人は再婚を考えるようになるのだが...。

## キャスト

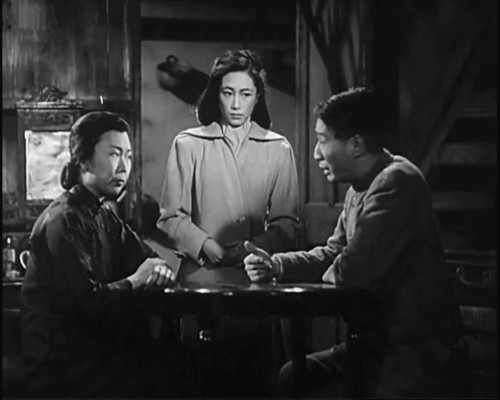
左から、劉夫人（路珊）、劉敏華（朱嘉琛）、陳紹常（石揮）。

- 石揮 - 陳紹常、妻を亡くした校長
- 朱嘉琛 - 劉敏華、校長の親友の娘
- 韓非 - 陳建中、校長の長男
- 李浣青 - 馮麗君、陳建中の妻

## 評価
主演の石揮は、1940年代から1950年代にかけての中国映画の「第二の黄金時代」において高く評価された俳優、映画監督のひとりである。脚本は、桑弧とされることもあるが、実際に書いたのは張愛玲であったと考えられている。張は20世紀の中国を代表する作家のひとりと考えられている。登場人物の敏華の性格のいくつかの側面は、張自身の実際の人生と重なっている。敏華と同じように、張は養母との間に緊張した関係をもっていたし、自分より相当に年齢が上の男性と結婚した。

## 関連文献
- Liu, Charles and Janice Wickeri, A Study Manual for The Sorrows and Joys of Middle Age (Princeton University Press, 1978), ASIN B004ECV95K.